# Arroyo Santa Rosa
Der Arroyo Santa Rosa ist ein kleiner Flusslauf im Norden Uruguays.
Er entspringt auf dem Gebiet des Departamento Artigas südöstlich von Bella Unión bzw. Coronado nahe der Ruta 3. Sodann durchquert er das Stadtgebiet und mündet als linksseitiger Nebenfluss in den Río Uruguay.